# Ptolemeu XII Auleta
Ptolemeu XII Filópator Filómetor Novo Dionísio I (ca. 117 a.C. — 51 a.C.) foi um rei da dinastia ptolemaica que governou o Egito entre 80 e 58 a.C. e, depois, entre 55 a.C. e 51 a.C. Era conhecido popularmente como "Auleta", o que significa "tocador de aulo" (flauta), devido às suas tendências diletantes, e também como Ptolemeu Noto (bastardo).
Alguns textos modernos usam uma numeração diferente para os últimos Ptolemeus, e chamam este rei de Ptolemeu XI.

## Família
Era filho de Ptolemeu IX Sóter II, e era cognominado Noto por ser filho ilegítimo de Ptolomeu IX Látiro. De acordo com Pausânias, Berenice era a única filha legítima de Ptolemeu IX Sóter II.
A dinastia ptolemaica vinha de várias disputas fratricidas: seu avô Ptolemeu VIII Evérgeta II fora casado com Cleópatra III, e teve dois filhos, Ptolemeu IX Sóter II e Ptolemeu X Alexandre I, que disputaram o reino. Após a morte de Ptolemeu IX Sóter II, por falta de homens em idade militar no Egito, Ptolemeu XI Alexandre II, filho de Ptolemeu X Alexandre I, que vivia em Roma, foi chamado para reinar. Ptolemeu XI Alexandre II se casou com Cleópatra, que era filha de Ptolemeu IX Sóter e havia sido esposa de seu pai Ptolemeu X Alexandre I, porém, após dezenove dias, a assassinou. Historiadores modernos identificam Cleópatra e Berenice, citadas como filhas de Ptolemeu IX Sóter II, como uma pessoa só, chamando-a de Cleópatra Berenice.
Ptolemeu XI Alexandre II foi em seguida assassinado por um grupo de soldados, sendo sucedido por Ptolemeu XII, irmão da recém assassinada Cleópatra. Por temor pela sua segurança, Ptolemeu XII fora enviado para a ilha de Cós pela sua avó Cleópatra III em 103 a.C.. No ano de 88 a.C. Ptolemeu foi feito prisioneiro pelo rei Mitrídates VI do Ponto, mas em 80 a.C. já tinha regressado ao Egito, onde se tornou rei, após o assassínio de Ptolemeu XI.

## Reinado
Foi coroado em uma cerimônia em Alexandria, diferente dos demais faraós, coroados em Mênfis; o registro de sua coroação foi preservado na estela funerária do sacerdote Pshereni-ptah, então um jovem de 14 anos, que o coroou.
Casou com Cleópatra Trifena, tendo os ritos da sua coroação se desenrolado em Alexandria logo no início do seu reinado. Cleópatra Trifena possivelmente era sua irmã, ou poderia ser filha de Ptolemeu Alexandre I.
A sua subida ao trono não seria contudo reconhecida pelo senado romano; em 59 a.C. para solucionar uma situação política instável Ptolemeu teve que pagar 6000 talentos a Júlio César para que este aprovasse uma lei na qual se reconhecia a sua legitimidade a governar o Egito.
Ptolemeu permitiu que os Romanos se apoderassem da ilha de Chipre, onde governava o seu irmão, Ptolemeu. Esta atitude gerou descontentamento entre os Egípcios, razão pela qual ele teve que partir para Roma em 58 a.C..

## Interregno
Em sua ausência, suas filhas Cleópatra VI e Berenice IV tomaram o controle do Egito. Cleópatra VI reinou com Berenice IV por um ano, falecendo no ano seguinte, em 57 a.C., provavelmente por envenenamento por parte da irmã. Berenice IV reinou por mais dois anos, junto com parentes do seu marido. Berenice tornou-se a única governante, tendo casado com um filho do rei Mitrídates VI do Ponto, reino inimigo dos Romanos. Na cidade de Roma, Ptolemeu procurou pressionar o senado a enviar tropas ao Egito para que ele reconquistasse o poder, mas uma profecia dos Livros Sibilinos condenou a realização da intervenção, tendo Ptolemeu partido para Éfeso na Ásia Menor. Com a ajuda de Gabínio, o governador romano da Síria, ao qual Ptolemeu prometeu 10 000 talentos, o monarca conseguiu ser reinstalado no poder no Egito em 55 a.C..

## Retorno
Quando Ptolemeu XII regressou ao trono, irritado com o que Berenice IV havia feito, ordenou sua execução.
Ptolemeu governou até à sua morte em 51 a.C., tendo nomeado como seus sucessores os seus filhos Cleópatra VII e Ptolemeu XIII Filopátor.

## Árvore genealógica
Árvore genealógica (incompleta) baseada em Eusébio:
|              |              |              |              |              |              | Ptolemeu VIII Evérgeta II | Ptolemeu VIII Evérgeta II | Ptolemeu VIII Evérgeta II | Ptolemeu VIII Evérgeta II | Ptolemeu VIII Evérgeta II | Ptolemeu VIII Evérgeta II |           |           |           |           |           |           |  |  | Cleópatra III            | Cleópatra III            | Cleópatra III            | Cleópatra III            | Cleópatra III            | Cleópatra III            |  |  |  |  |  |  |  |  |  |  |  |  |
|              |              |              |              |              |              | Ptolemeu VIII Evérgeta II | Ptolemeu VIII Evérgeta II | Ptolemeu VIII Evérgeta II | Ptolemeu VIII Evérgeta II | Ptolemeu VIII Evérgeta II | Ptolemeu VIII Evérgeta II |           |           |           |           |           |           |  |  | Cleópatra III            | Cleópatra III            | Cleópatra III            | Cleópatra III            | Cleópatra III            | Cleópatra III            |  |  |  |  |  |  |  |  |  |  |  |  |
|              |              |              |              |              |              |                           |                           |                           |                           |                           |                           |           |           |           |           |           |           |  |  |                          |                          |                          |                          |                          |                          |  |  |  |  |  |  |  |  |  |  |  |  |
|              |              |              |              |              |              |                           |                           |                           |                           |                           |                           |           |           |           |           |           |           |  |  |                          |                          |                          |                          |                          |                          |  |  |  |  |  |  |  |  |  |  |  |  |
|              |              |              |              |              |              |                           |                           |                           |                           |                           |                           |           |           |           |           |           |           |  |  |                          |                          |                          |                          |                          |                          |  |  |  |  |  |  |  |  |  |  |  |  |
|              |              |              |              |              |              | Ptolemeu IX Sóter II      | Ptolemeu IX Sóter II      | Ptolemeu IX Sóter II      | Ptolemeu IX Sóter II      | Ptolemeu IX Sóter II      | Ptolemeu IX Sóter II      |           |           |           |           |           |           |  |  | Ptolemeu X Alexandre I   | Ptolemeu X Alexandre I   | Ptolemeu X Alexandre I   | Ptolemeu X Alexandre I   | Ptolemeu X Alexandre I   | Ptolemeu X Alexandre I   |  |  |  |  |  |  |  |  |  |  |  |  |
|              |              |              |              |              |              | Ptolemeu IX Sóter II      | Ptolemeu IX Sóter II      | Ptolemeu IX Sóter II      | Ptolemeu IX Sóter II      | Ptolemeu IX Sóter II      | Ptolemeu IX Sóter II      |           |           |           |           |           |           |  |  | Ptolemeu X Alexandre I   | Ptolemeu X Alexandre I   | Ptolemeu X Alexandre I   | Ptolemeu X Alexandre I   | Ptolemeu X Alexandre I   | Ptolemeu X Alexandre I   |  |  |  |  |  |  |  |  |  |  |  |  |
|              |              |              |              |              |              |                           |                           |                           |                           |                           |                           |           |           |           |           |           |           |  |  |                          |                          |                          |                          |                          |                          |  |  |  |  |  |  |  |  |  |  |  |  |
| Ptolemeu XII | Ptolemeu XII | Ptolemeu XII | Ptolemeu XII | Ptolemeu XII | Ptolemeu XII |                           |                           |                           |                           |                           |                           | Cleópatra | Cleópatra | Cleópatra | Cleópatra | Cleópatra | Cleópatra |  |  | Ptolemeu XI Alexandre II | Ptolemeu XI Alexandre II | Ptolemeu XI Alexandre II | Ptolemeu XI Alexandre II | Ptolemeu XI Alexandre II | Ptolemeu XI Alexandre II |  |  |  |  |  |  |  |  |  |  |  |  |